# Amale Andraos

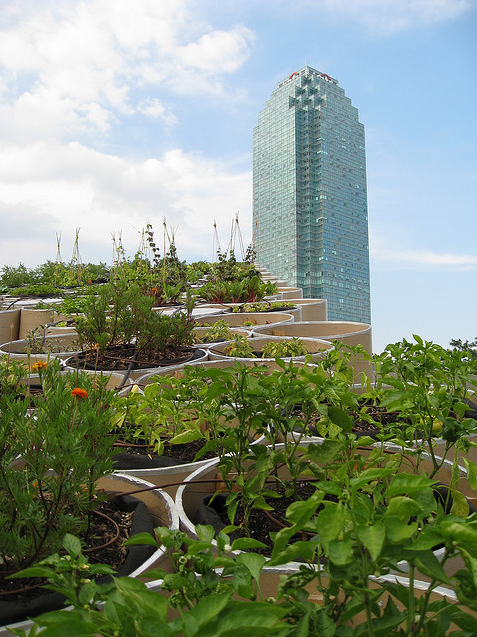
Public Farm 1 en MoMA PS1, 2008

Amale Andraos (Beirut, 1973) es una arquitecta estadounidense, de origen libanés. Es decana de la Graduate School of Architecture, Planning and Preservation de la Universidad de Columbia y titular del estudio Work Architecture Company, fundado en el año 2003 con sede en Nueva York.

## Biografía
Nació en la ciudad de Beirut, en la república del Líbano. Al comienzo de la guerra civil su familia se trasladó a la ciudad de Dhahran, en Arabia Saudita, donde transcurrió su infancia, con un padre pintor y arquitecto, dedicado a la construcción de viviendas prefabricadas.
Estudió en McGill University en Montreal, donde se graduó de Bachelor in Arts en 1996 y completó sus estudios de arquitecta en la Graduate School of Design en la Universidad de Harvard. Luego de recibirse, Andraos trabajó con Rem Koolhaas en sus oficinas de OMA en Róterdam y en Nueva York. También colaboró con los estudios de arquitectura Saucier + Perrotte y con Atelier Big City ambos con sede en Montreal.

## Trayectoria
En el año 2003, se radica en la ciudad de Nueva York y junto a Dan Wood, funda Work ArchitectureCompany un estudio que coloca la arquitectura en la intersección entre lo urbano, lo rural y lo natural. Preocupados por los cambios en el planeta y la velocidad a la que estos ocurren, comprometidos con el futuro de la vida urbana, trabajan en función de achicar o eliminar las dicotomías campo – ciudad y artificial – natural, creando espacios urbanos definidos entre estos opuestos.
El estudio que comenzó, como muchos de su generación, en el living del departamento de los arquitectos, cuenta hoy con un equipo de aproximadamente 35 personas y sus trabajos se encuentran en distintos lugares del mundo.
Su primer encargo fue una casa para perros. A pesar de la escala del trabajo y de la particularidad del tema, los arquitectos lo tomaron con seriedad y entusiasmo. Vieron allí la oportunidad explorar sus inquietudes. Diseñaron una casa para un perro urbano con elementos para que pueda acercarse a la vida rural.
Durante los primeros 5 años los arquitectos se ajustaron a un plan de trabajo que llamaron ¨decir que si a todo¨ aceptando todos los encargos que se les presentaron y de este modo lograron mucho trabajo y la invitación a participar de la instalación de MoMA PS1 en el año 2008, para la que propusieron PF1 Public Farm 1, una granja urbana. En el año 2011 participaron en el MoMA de la muestra Rehousing the American Dream para este trabajo se preguntaron ¿Qué pasaría si viviéramos de modo sustentable y cerca de la naturaleza? Y proyectaron Nature City una ciudad que surge de rediseñar la ciudad jardín de 1899 del urbanista inglés Ebenezer Howard. Entre sus proyectos se encuentran también los Editable Gardens en dos escuelas de Brooklyn, The Children’s Museum for the Arts en Nueva York, L’Assemblée Radieuse, un centro de conferencias de 50.000 m² en Libreville, Gabón y propuestas urbanas para ciudades como Beirut y San Petersburgo.
Andraos es Decana de la Graduate School of Planning and Preservation de la Universidad de Columbia, donde desde el año 2011 se desempeña como docente. Andraos se convierte en la undécima decana mujer de las 20 facultades que integran la Universidad de Columbia que por primera vez en su historia cuenta con mayoría de sus líderes mujeres.
Ha enseñado además en Princeton, Harvard, University of Pennsylvania, Parsons School of Design, New York Institute of Technology, Ohio State’s Knowlton School of Architecture y American University en Beirut.
Ella integra una nueva generación de arquitectos que trabajan en forma global, interdisciplinar y colaborativa. Comprometidos social y ambientalmente y definidos como la generación que quiere tenerlo todo, se oponen a las distinciones entre práctica profesional, investigación, análisis y publicaciones.
La arquitecta forma parte del directorio de The Architectural League of New York y es asesora del Centro Árabe de Arquitectura en Beirut. Ha vivido en Líbano, en Arabia Saudita, en Francia, en Holanda, en Canadá y en Estados Unidos.
El trabajo de Work AC, se caracteriza por su compromiso ético y estético y por su sentido del humor pero fundamentalmente por su coherencia, característica escasa en una generación de arquitectos que actúa en un entorno histórica y económicamente muy cambiante y frente a la amenaza constante del desastre ecológico.

## Premios y reconocimientos

### 2006
- AIA NY Chapter Merit Interior Architecture Award – Lee Angel Showroom
- "Design Vanguard." Architectural Record
- "New Practices, New York." AIA NY and Architects' Newspaper

### 2007
- "New York Designs." Architectural League

### 2008
- Best of the Best Awards, McGraw Hill Construction
- Structural Engineering Merit Award. Public Farm 1. SEAoNY
- "Year in Architecture – Top Ten Designs."  New York Magazine
- "Project of the Year: Park/Landscape"  National. New York Construction/ENR
- "Best Landscape/Urban Design Project." Regional. New York Construction
- "Best Of Year" Award. Interior Design Magazine
- AIA NY Chapter Merit Interior Architecture Award – Anthropologie Dos Lagos
- "Emerging Voices." Architectural League of New York
- MASterwork Award – Best Historic Renovation, Municipal Arts Society – Diane von Furstenberg Studio HQ
- Young Architects Program, MoMA/PS1 Contemporary Art Center

### 2009
- National Design Award Finalist – Interiors. Museo Nacional de Diseño Cooper Hewitt
- Engineering Excellence Diamond Award – Structural Systems. ACEC New York
- AIA NY State Merit Award for Architecture – Public Farm 1

### 2010
- Award for Excellence in Design – New York City Public Design Commission

### 2013
- AIA NY Merit Interior Architecture Award – Children's Museum of the Arts
- AIA NY Merit Award for Urban Design – New Holland Island
- AIA Houston Merit Award for Renovation – Blaffer Art Museum
- City of Houston "Best Of" Awards: Best College Campus Building, and Best Artistic Renovation – Blaffer Art Museum

### 2014
- Interior Design Best Of Year Award – Wieden+Kennedy Offices
- AIA New York State Design Citation – Edible Schoolyard at P.S. 216
- MASterworks Award – Best Green Design Initiative, Municipal Arts Society – Edible Schoolyard at P.S. 216
- AIA NY Merit Interior Architecture Award – Wieden+Kennedy Offices

### 2015
- AIA New York State Firm of the Year
- Arch Daily 2014 Building of the Year – Wieden+Kennedy Offices
- AIA New York State Honor Award for Urban Design – Beijing Horticultural Expo Masterplan
- Award for Excellence in Design – New York City Public Design Commission – Issue Project Room

### 2016
- New Generation Leader, Architectural Record Women in Architecture Forum & Awards[5]